# District de Shajapur
Le district de Shajapur  (hindi : शाजापुर जिला) est un district  de l'état du Madhya Pradesh, en Inde,

## Géographie
Au recensement de 2011, sa population compte 1 512 353 habitants.
Son chef-lieu est la ville de Shajapur. 